# Gare badoise de Bâle
La gare badoise de Bâle (en allemand Basel Badischer Bahnhof), est une gare ferroviaire de la ville de Bâle, en Suisse. Parmi les six gares de la ville, elle est celle qui dessert principalement les lignes vers l'Allemagne.

## Situation ferroviaire
La gare se situe à une des extrémités de la Ligne de Mannheim à Bâle (Rheintalbahn).

## Histoire
La gare fait partie de l'Inventaire suisse des biens culturels d'importance nationale et régionale.
Elle a été construite une première fois en 1855. La seconde gare et gare actuelle date de 1913.

## Service des voyageurs

### Accueil
La gare est exploitée par la Deutsche Bahn.

## Autres gares de Bâle
- Bâle CFF, gare principale de la ville.
- Gare de Bâle SNCF, qui jouxte la gare de Bâle CFF, pour les trains TER Grand Est.
- Bâle-Dreispitz, située sur la ligne en direction de Laufon.
- Bâle-Saint-Jean, située sur la ligne en direction de Saint-Louis en France.
- Bâle-Saint-Jacques, située sur la ligne en direction d'Olten.